# ルイ・ダカン
ルイ・ダカン（Louis Daquin、1908年5月20日 カレー - 1980年10月2日 パリ）は、フランスの俳優、脚本家、映画監督。週刊映画雑誌『レクラン・フランセ』の主力執筆者でもあった。

## 来歴・人物
- 1908年5月20日、フランス・パ＝ド＝カレー県のカレーに生まれる。パリに上京、高等映画学院卒。映画作家となる前にジャーナリストになり、その後ジュリアン・デュヴィヴィエ、アベル・ガンス、ジャン・グレミヨンらの助監督となる。
- 1941年、映画会社パテ社（Pathé）で、処女長編『Nous les gosses（われら若者）』を撮る。
- 1943年に創刊された雑誌『レクラン・フランセ』でジョルジュ・サドゥールらとともに論陣を張り、やがて離脱するアンドレ・バザン、アレクサンドル・アストリュックら「芸術派」に対し、「政治派」とみなされた。
- 1944年8月25日「パリ解放」のための6日間の市民蜂起にフランス映画解放委員会（委員長ピエール・ブランシャール）メンバーとして、ジャン・グレミヨン、ジャック・ベッケル、俳優ピエール・ルノワールらとともに参加。
- 1948年1月、アメリカ映画の氾濫に反対し、ジャック・ベッケル、ジョルジュ・ルーキエ、ジャン・マレー、シモーヌ・シニョレらとともに、マドレーヌ寺院からレピュブリック広場までデモ行進した。
- 1957年、1955年に製作した『Bel-Ami（ベラミ）』が、レッド・パージを背景にした2年間の上映禁止と検閲による大幅カットの末に公開される。
- 1980年10月2日、パリで死去。72歳。

## フィルモグラフィー

### 俳優
- 愛慾 Gueule d'amour（ノン・クレジット、大衆シーン、1937年）監督ジャン・グレミヨン
- L'Homme de nulle part（1937年）
- La Bourse ou la vie (Adieu Léonard) （ノン・クレジット、大衆シーン、1943年）
- パリは燃えているか Paris brûle-t-il ?（ノン・クレジット、大衆シーン、1966年）監督ルネ・クレマン
- Café du square（テレビシリーズ、1969年）
- Meurtre à Ibiza（Léa l'hiver、1971年）
- ヘルバスター L'Agression（カメオ出演、1973年）監督ジェラール・ピレス
- Section spéciale（1975年）監督コスタ＝ガヴラス
- En l'autre bord : Le procureur（1978年）
- La Tortue sur le dos（声の出演、（1978年）
- Mais où et donc Ornicar（1979年）

### 監督
- Le Joueur（賭博者、1938年）原作ドストエフスキー、脚本ペーター・ハーゲン/アロイス・リップル、台詞ベルナール・ジマー
- Nous les gosses（1941年）脚本ガストン・モド/モーリス・イレロ、脚色ルイ・ダカン、脚色・台詞マルセル・エメ、
- Le Voyageur de la Toussaint（万聖節の旅人、1943年）原作ジョルジュ・シムノン、脚色・台詞マルセル・エメ
- Madame et le mort（1943年）原作ピエール・ヴェリー、脚色マルセル・エメ、台詞ピエール・ボスト
- Premier de cordée（1943年）原作ロジェ・フリゾン＝ロシュ、台詞アレクサンドル・アルヌー
- Patrie（1946年）原作ヴィクトリアン・サルドゥー、脚色シャルル・スパーク、台詞ピエール・ボスト
- Les Frères Bouquinquant（1948年）原作ジャン・プレヴォー、台詞ロジェ・ヴァイヤン
- Le Point du jour（夜明け、1949年）脚本・台詞ウラジミル・ポズネル、脚色ルイ・ダカン
- Le Parfum de la dame en noir（古塔の幻/黒衣婦人の香り、1949年）原作ガストン・ルルー、脚色ウラジミル・ポズネル
- Maître après Dieu（1951年）原作・台詞ヤン・デ・ハルトグ
- Bel-Ami（ベラミ、1957年）原作ギ・ド・モーパッサン、脚本ルイ・ダカン、脚本・台詞ウラジミル・ポズネル、台詞ロジェ・ヴァイヤン
- Les Chardons du Baragan（Ciulinii Baraganului、1958年）原作パナイト･イストラティ (共同監督 Gheorghe Vitanidis)
- Les Arrivistes（ラブイユーズ、1960年）原作オノレ・ド・バルザック、脚本ルイ・ダカン、台詞フィリップ・エリア
- La Foire aux cancres（1963年）原作ジャン＝シャルル、脚本・台詞ピエール・チェルニア、脚色ルイ・ダカン、台詞ジャン・マルサン
- Café du square（テレビシリーズ、1969年）

### 脚本
- Les Frères Bouquinquant（1948年）
- Le Point du jour（1949年）
- Bel-Ami（1957年）
- Les Chardons du Baragan（Ciulinii Baraganului、1958年）
- Les Arrivistes（1960年）

## 著書
- Le cinéma, notre métier, Ed. d'Aujourd'hui, 1978年（初版1960年）
- On ne tait pas ses silences : souvenirs imaginaires d'un cinéaste imaginaire Ed. Français Réunis, 1980年, ISBN 2201015414